# KV30
KV30, acrònim de l'anglès King's Valley, és una tomba egípcia de l'anomenada Vall dels Reis, situada a la riba oest del riu Nil, a l'altura de la moderna ciutat de Luxor. No se sap qui va ser el destinatari d'aquest sepulcre, ja que no s'han trobat restes de cap nom, ni decoració que en desvetlli la seva identitat. Així i tot, sembla clar que la construcció d'aquest enterrament data de la dinastia XVIII.

## Situació
KV30 es troba a la part sud de la Vall, a quaranta metres de l'entrada de KV32. Una mica més a prop hi ha les entrades de les petites KV31 i KV40, mentre que la tomba real més propera resulta ser KV47, encara que la seva entrada està situada més de 90° en sentit antihorari.
Encara que estan molt separades entre si, aquest sepulcre guarda moltes semblances amb KV27, tant en la seva estranya planta amb nombroses habitacions al voltant d'una única càmera, com en la seva datació, entorn dels regnats de Tuthmosis IV o Amenhotep III. Tots dos enterraments semblen ser miniatures d'altres tombes col·lectives de més envergadura, com KV12 o el seu màxim exponent, l'enorme KV5.
No obstant això, KV30 difereix de KV27 en la seva planta irregular i en la seva aparença descurada. El lloc està només parcialment excavat, les parets no estan en absolut perfilades i les estades són tot menys rectangulars, tot el contrari de l'altra tomba. Així i tot, KV30 presenta la novetat d'afegir, entre la petita entrada i l'habitació central un corredor lleugerament torçat respecte a un suposat eix recte. Annexes a la càmera trobem a més quatre habitacions: dos a l'esquerra, una de front i una altra a la dreta, aquesta amb una columna, segons entrem en el lloc. Totes elles, igual que la resta de la tomba, no tenen decoració, i la seva estructura ha resultat molt danyada amb el pas del temps.